# Lepithrix pseudogentilis
Lepithrix pseudogentilis är en skalbaggsart som beskrevs av Schein 1959. Lepithrix pseudogentilis ingår i släktet Lepithrix och familjen Melolonthidae. Inga underarter finns listade i Catalogue of Life.